# Christian Miller
Pour les articles homonymes, voir Miller.
Christian Miller, né le 16 mai 2006, est un athlète américain, spécialiste du sprint.

## Biographie
En juillet 2023, à Eugene, il remporte le 100 m des Championnats des États-Unis juniors en portant son record personnel à 10 s 06.
Le 20 avril 2024 à Clermont en Floride, en réalisant le temps de 9 s 93 (+ 1,6 m/s), il améliore de 4/100e de seconde le record des Etats-Unis junior détenu depuis 2014 par son compatriote Trayvon Bromell. Plus jeune athlète à descendre sous les 10 secondes, il devient le troisième meilleur performeur junior de tous les temps derrière le Surinamien Issam Asinga (9 s 89) et le Botswanais Letsile Tebogo (9 s 91),.

## Records
| Épreuve | Temps  | Lieu     | Date          |
| ------- | ------ | -------- | ------------- |
| 100 m   | 9 s 93 | Clermont | 20 avril 2024 |